# Joseph Jungbluth
Joseph Jungbluth (* 18. Mai 1807 in Haus Laach; † 20. April 1886 auf Gut Mariawald bei Jülich) war ein deutscher Politiker.

## Leben
Als Sohn eines kurpfälzischen Hofrats und letztem Jülicher Stadtschultheißen geboren, studierte Jungbluth nach dem Besuch des Kölner Gymnasiums Rechtswissenschaften in Bonn und Heidelberg. Während seines Studiums wurde er 1825 Mitglied der Alten Bonner Burschenschaft und 1827 der Alten Heidelberger Burschenschaft. Er wurde 1828 als einer der Initiatoren der Heidelberger Studentenunruhen gefangen genommen, kam jedoch nach einer gewaltsamen Befreiungsaktion wieder frei. Er wurde von der Universität Heidelberg relegiert und verlor auf staatliche Anordnung seine Anstellungsfähigkeit im Staatsdienst. Er ließ sein Studium unbeendet und leistete seinen Militärdienst in Jülich. Er trat in das Geschäft seines Schwiegervaters in Jülich ein und wurde später Gutsbesitzer in Jülich. Dort wurde er 1837 Mitglied im Gemeinderat und ehrenamtlicher Zweiter Bürgermeister. 1847 gehörte er dem Vereinigten Landtag an, 1848 dem Frankfurter Vorparlament. 1848 wurde er kommissarischer Bürgermeister und war dann von 1851 bis 1871 definitiver Bürgermeister von Jülich; er wurde 1871 zwar als Bürgermeister wiedergewählt, jedoch von der Regierung nicht bestätigt. Von 1849 bis 1850 war er Mitglied der Ersten Preußischen Abgeordnetenkammer, dann bis 1852 und von 1856 bis 1858 Mitglied der Zweiten Kammer. Mit Spekulationen im Zuge der Rodung des Jülicher Erbbusches und dessen Umwandlung in Ackerland wurde er sehr vermögend.

## Ehrungen
- Roter Adlerorden, 4. Klasse